# Pierre Boulle
Pierre François Marie Louis Boulle, fr.: piɛʀ fʀɑ̃'swa ma'ri lwi bul (ur. 20 lutego 1912 w Awinionie, zm. 30 stycznia 1994 w Paryżu) – francuski pisarz i dyplomata, z zawodu inżynier. Najbardziej znany jako autor powieści pt. Most na rzece Kwai, której akcja rozgrywa się w Azji podczas II wojny światowej oraz powieści fantastycznonaukowej pt. Planeta małp.

## Życiorys
Boulle w latach 1936–1939 pracował jako technik na brytyjskiej plantacji kauczuku na Malajach. W czasie II wojny światowej służył po stronie aliantów jako tajny agent o kryptonimie: „Peter John Rule”. W 1943 został schwytany nad rzeką Mekong przez francuskich lojalistów rządu Vichy. W niewoli był zmuszany do niewolniczej pracy i doświadczył wielu cierpień.
Po zakończeniu wojny na krótko powrócił do pracy w przemyśle kauczukowym, po czym zamieszkał w Paryżu i poświęcił się pisaniu.
Został uhonorowany m.in. krzyżem oficerskim Legii Honorowej, Krzyżem Wojennym oraz francuskim Medalem Ruchu Oporu.

## Wybrana twórczość
- 1952 Most na rzece Kwai (Le Pont de la rivière Kwaï)
- 1953 La Face
- 1954 Le Bourreau
- 1955 Próba białych ludzi (L'Épreuve des hommes blancs)
- 1958 Les Voies du salut
- 1960 Un métier de seigneur
- 1963 Planeta małp (La Planète des singes)
- 1964 Le Jardin de Kanashima
- 1967 Fotograf (Le Photographe)
- 1971 Les Jeux de l'esprit
- 1972 Les Oreilles de jungle
- 1974 Les Vertus de l'enfer
- 1977 Le Bon léviatan
- 1979 Les Coulisses du ciel
- 1981 L'Énergie du désespoir
- 1982 Miroitements
- 1983 La Baleine des Malouines
- 1985 Pour l’amour de l'art
- 1988 Le Professeur Mortimer
- 1990 Le Malheur des uns...
- 1992 À nous deux Satan
- 2005 L'Archéologue et le mystère de Néfertiti (wyd. pośmiertnie)

## Wybrane ekranizacje
- 1957 Most na rzece Kwai (The Bridge on the River Kwai) (Oscar za najlepszy scenariusz adaptowany)
- 1968 Planeta Małp (Planet of the Apes)
- 1970 W podziemiach Planety Małp (Beneath the Planet of the Apes)
- 1971 Ucieczka z Planety Małp (Escape from the Planet of the Apes)
- 1972 Podbój Planety Małp (Conquest of the Planet of the Apes)
- 1973 Bitwa o Planetę Małp (Battle for the Planet of the Apes)
- 1977 Le Point de mire
- 2001 Planeta Małp (Planet of the Apes) – remake
- 2011 Geneza planety małp (Rise of the Planet of the Apes)
- 2014 Ewolucja planety małp (Dawn of the Planet of the Apes)